# Antonio Grego

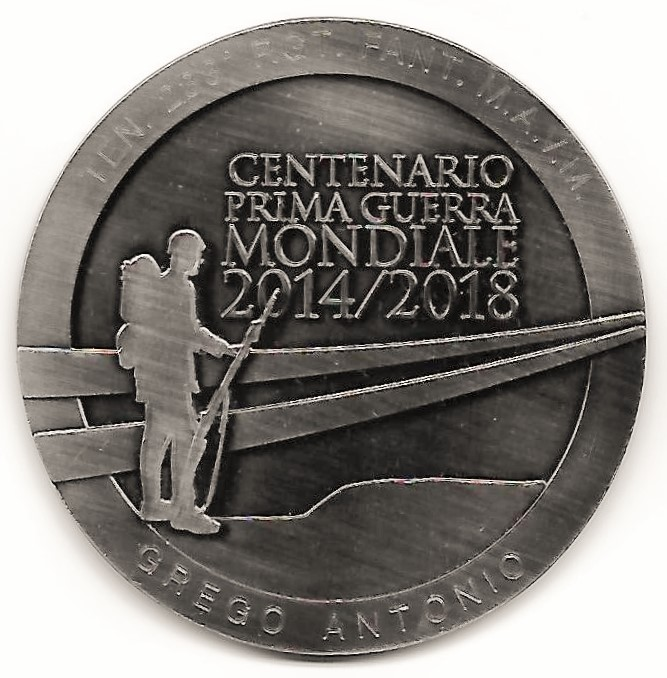
Medaglia commemorativa ten. Antonio Grego (2015)

Antonio Grego (Trieste, 23 giugno 1888 – 22 agosto 1917) è stato un militare italiano, insignito della medaglia d'argento al valor militare per le imprese compiute nella prima guerra mondiale.

## Biografia
Nato a Trieste da Antonio e Nicolina Hancevich originari di Lesina. Dopo gli studi classici al liceo di Capodistria e al liceo Dante Alighieri di Trieste proseguì gli studi a Graz dove conseguì la laurea in giurisprudenza, praticando poi la professione forense a Trieste. 
Di idee irredentiste nel 1909 fondò la Società Giovanile Trieste, con l'intento di coniugare l'irredentismo con la fede cattolica. Allo scoppio del conflitto abbandonò la città natale e nel maggio 1915 si arruolò volontario come soldato semplice nel 2º reggimento granatieri e partì per il fronte. In novembre ottenne la nomina a sottotenente di complemento e passò al 158º Fanteria dove rimase per tutto il 1916. Ritirato dal fronte dopo l'esecuzione di Cesare Battisti e Nazario Sauro, riuscì a ritornarvi dopo un mese come tenente del 233º reggimento di Fanteria, durante le azioni di guerra si mise in luce per il suo coraggio. Cadde in combattimento il 22 agosto 1917.

## Altri riconoscimenti
Nel 1931 venne posta a Capodistria una lapide per ricordare la sua morte insieme a quella di altri giovani caduti.
Dal 1956 ha operato a Trieste una casa del fanciullo "Antonio Grego" dedita all'assistenza dei figli degli esuli giuliani e dalmati.
Nel 1968, dopo 50 anni della fine del conflitto, l'ordine degli avvocati e procuratori di Trieste ha realizzato una piccola scultura commemorativa in bronzo per ricordarlo.
Nel 2015, in Piazza Unità d'Italia a Trieste è stata realizzata una medaglia alla memoria insieme a centinaia di militari caduti durante la prima guerra mondiale.
Una via e una scuola primaria di Trieste portano il suo nome. Il suo nome è inoltre ricordato nella lapide commemorativa affissa nel Liceo Dante Alighieri della città.